# Labeatis Mons
Il Labeatis Mons è una struttura geologica della superficie di Marte.